# Периптер

План Парфенона афинского Акрополя. 447—438 гг. до н. э.

Пери́птер (др.-греч. περίπτερος — окружённый колоннами, «кругокрылый»; от περί — вокруг и πτερόν — крыло, боковая колоннада) — прямоугольное в плане сооружение, со всех четырёх сторон окружённое колоннадой. Наиболее распространённый тип древнегреческого храма времён архаики и классики.
Считается, что периптер происходит от архаического мегарона (др.-греч. μέγαρον — большой зал) — жилого дома архаической эпохи прямоугольного плана с очагом в центре. Название «периптер», наряду с названиями других типов древнегреческих храмов (храм в антах, амфипростиль, диптер, псевдопериптер) привёл в своём трактате «Десять книг об архитектуре» (13 г. до н. э.) древнеримский архитектор Витрувий, Однако упоминание о мегароне в его трактате отсутствует.
Тип древнегреческого периптера сложился в начале VII века до н. э. Его название, как и другие характерные наименования типов зданий и архитектурных деталей, «косвенно свидетельствует об образном понимании эллинами свойств строительной конструкции» в качестве художественных тропов: метафор и олицетворений.
Периптер следует отличать от псевдопериптера, имеющего колонны только на переднем фасаде, а на трёх остальных — полуколонны или пилястры. Простиль имеет колонны только на переднем фасаде, амфипростиль — только на переднем и заднем, а диптером называют храм, окружённый двойным рядом колонн.
- Разновидности периптеров

Разновидности древнегреческих храмов по планировочным решениям

Витрувий назвал «пять видов храмов» в зависимости от величины интерколумния (расстояния между осями соседних колонн). Согласно такой классификации периптеры бывают: ареостильные (αραιος — тонкий, редкий и ςτυλος — колонна) с широко расставленными колоннами, которые, согласно Витрувию, можно перекрывать «только деревянными балками», диастильные (др.-греч. δια — через) с широкой расстановкой колонн, равной трём эмбатам — нижним диаметрам колонн, систильные (др.-греч. συστελλω — стягивать, сжимать) — с расстояниями в два диаметра, и пикностильные (др.-греч. πυχνος — плотный, тесный) с расстоянием в полтора диаметра колонны. Наилучшим «по своему удобству, и по красоте, и по прочности» Витрувий считал евстиль (греч. eustylos — с красивыми колоннами) — расстановка колонн с расстояниями в два с четвертью нижнего диаметра.
По трактату Витрувия расстояние от колонн периптера до стен наоса должно равняться одному интерколумнию. Однако археологические данные и обмеры памятников показывают самые разные отношения. Внутри периптер классической эпохи состоял из пронаоса (передней части) и наоса (у римлян целла), позади наоса обыкновенно находился опистодом. Как и в большинстве древних святилищ, вход располагался на восточном фасаде, поскольку жрец приветствовал восходящее солнце через раскрытые двери храма, а лучи солнца, проникая внутрь, должны освещать статую, также обращённую к солнцу. Статуя божества находилась в центре наоса, а жертвенник обычно выносили на теменос или перибол — огороженный священный участок рядом с храмом. Храмы типа периптера перекрывали двускатной кровлей, образующей по торцевым сторонам два треугольных фронтона, украшенных скульптурой и акротериями. По боковым краям кровли устанавливали декоративные антефиксы.
- Историческая эволюция строительных конструкций

Самые ранние греческие храмы типа периптера по свидетельствам античных писателей были деревянными либо глинобитными с деревянными столбами и стропильной кровлей. Столбы, окружающие постройку, были призваны поддерживать выступающие края крыши, чтобы как можно дальше отводить сток дождевой воды от стен, сложенных из сырцового кирпича. Такой постройкой был храм в городе Ферм (Термос), в Этолии. Фактически это был мегарон. Он имел деревянные колонны, в стены были сложены из сырцового кирпича.
Но и в каменных периптерах ещё долго сохранялись деревянные столбы, часто различной формы и диаметра, которые постепенно, по мере износа или из престижных соображений на пожертвования от разных лиц, заменяли на каменные. По сведениям Павсания, в периптере храма Геры в Олимпии (VIII—VII в. до н. э.) одна из колонн осталась деревянной, и ей придавали священный смысл, а в более позднем Метрооне были деревянные балки.
Тяжёлые каменные архитравы невозможно было делать большой длины по причине хрупкости известняка (он хорошо «работает» на сжатие, но плохо на прогиб), отсюда столь подробное витрувианское деление на типы расстановок колонн, поэтому и внутри храм приходилось загромождать опорами, часто в два яруса, чтобы поддерживать тяжёлое перекрытие.

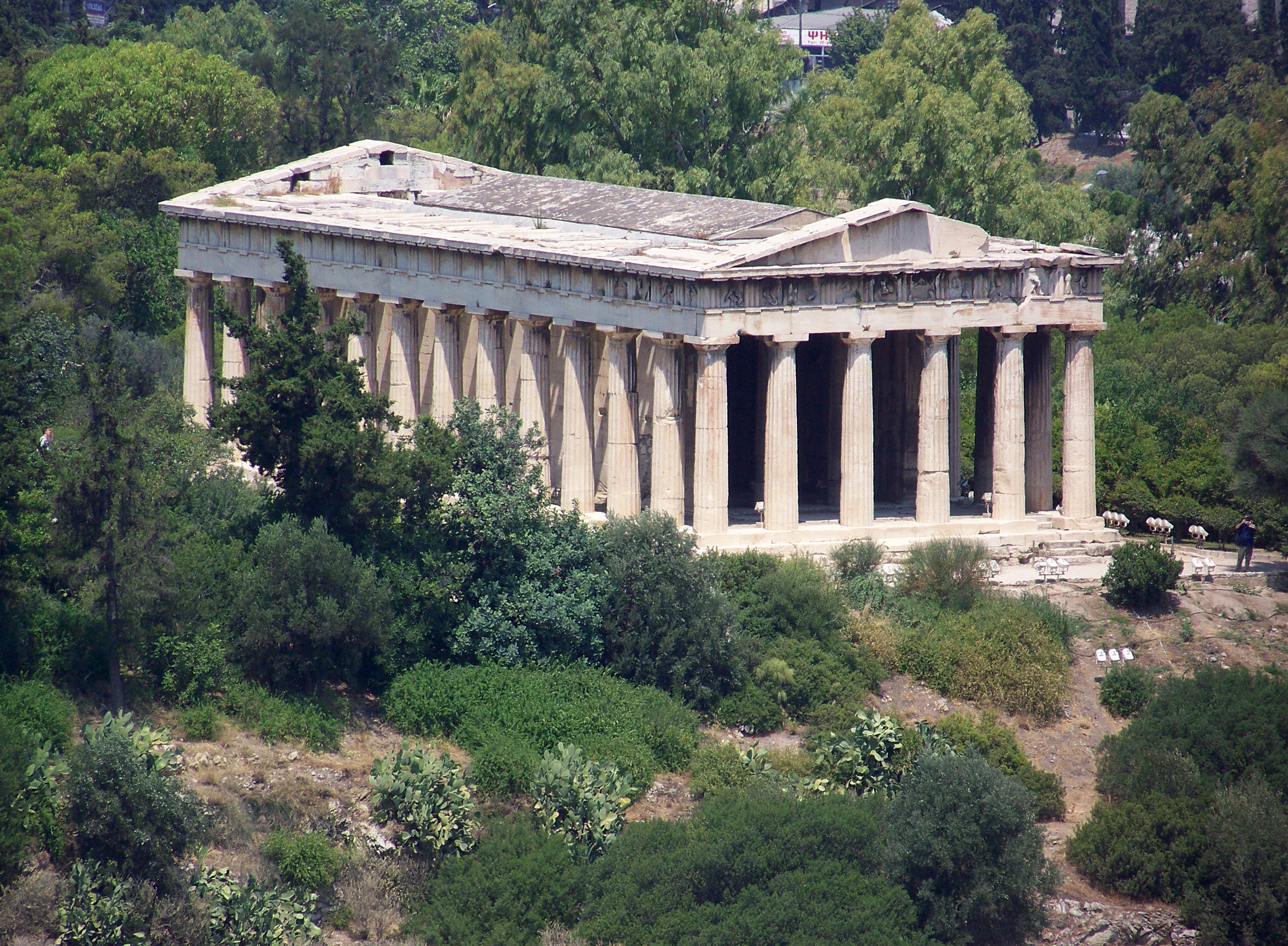
Храм Гефеста в Афинах. 460—420 г. до н. э.

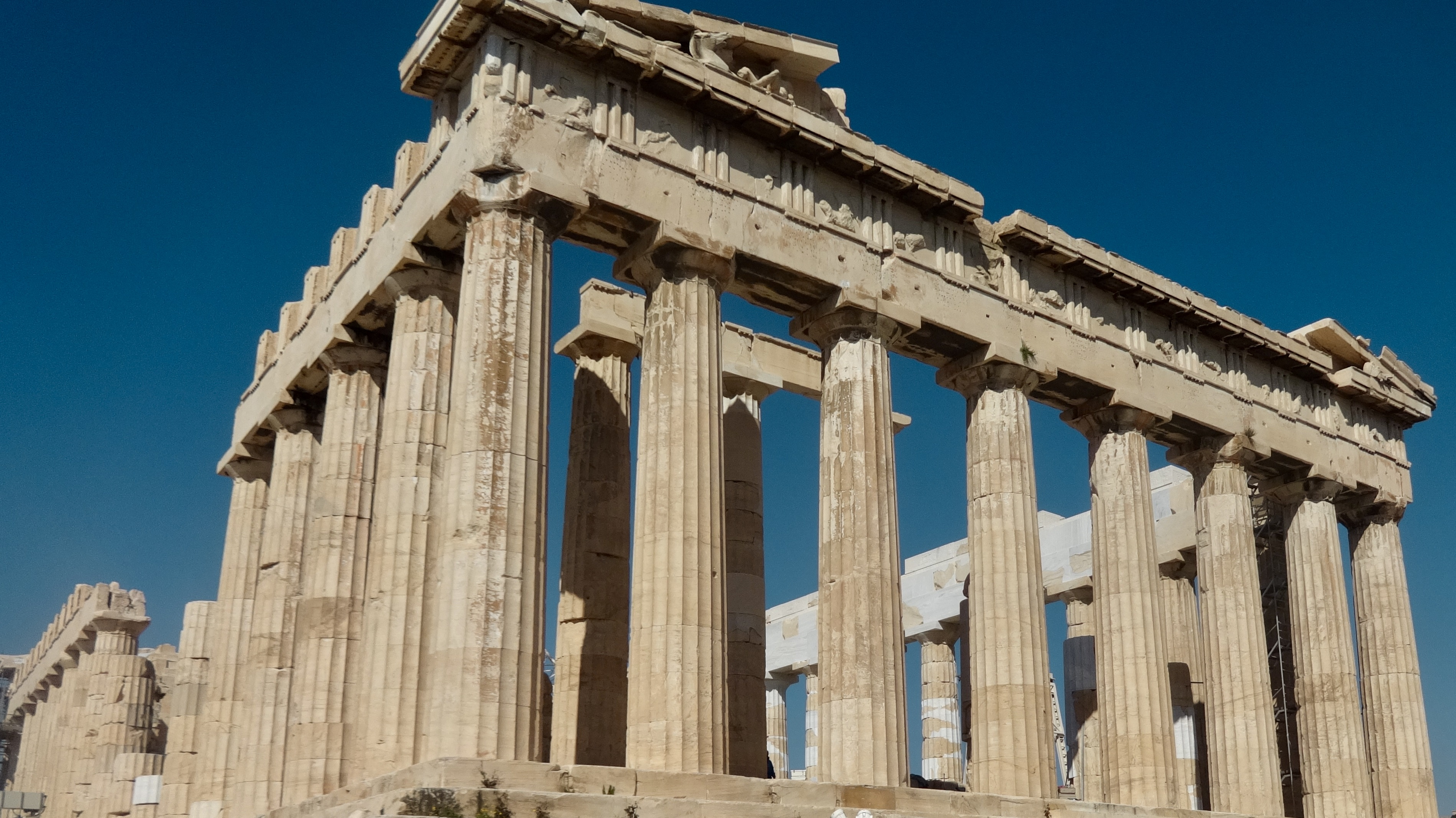
Парфенон афинского Акрополя. 447—438 гг. до н. э.

Некоторые храмы по причине их огромного размера приходилось оставлять без перекрытия. Например, храм Аполлона типа периптера в Дидимах близ Милета в Малой Азии (120 Х 51 м). По свидетельству античного географа Страбона «милетцы воздвигли храм, самый большой из всех храмов, который остался без крыши из-за своей величины».
Храмы с открытой центральной частью (по периметру такое отверстие поддерживали внутренние опоры) называли гипетральными (др.-греч.  ὕπαιθρον  — под открытым небом). Оправдание заключалось в том, что божество должно сходить с неба в свой храм через это отверстие.
К типу периптера относятся храмы в Селинунте на южном берегу Сицилии и Пестуме (VI—V в. до н. э.), храм Зевса в Олимпии, Храм Гефеста, или Гефестейон, в Афинах. Самый знаменитый из сохранившихся периптеров — Парфенон афинского Акрополя (447—438 годы до н. э.). К использованию внешних форм периптера обращались архитекторы западноевропейского классицизма, неоклассицизма и ампира XVII—XIX веков.